# 攻殼機動隊2 INNOCENCE
《攻殼機動隊2 INNOCENCE》（日語：イノセンス）是一部於2004年上映的日本動畫電影，為1995年電影《攻殼機動隊》的續集。本片由前作導演押井守擔任導演兼編劇，劇情改編自士郎正宗創作的日本漫畫《攻殼機動隊》。本片劇情大致延續前作，不過改以巴特的視角來敘事。
押井守和製作團隊遠赴國外擷取創作靈感，取材地點涵蓋歐洲的德國和義大利，以及亞洲的臺灣、上海和蘇州。電影後半的舞台擇捉經濟特區是以纽约的唐人街為參考對象，該地的祭典是以臺灣的廟會為藍本。本片的動畫製作由Production I.G主持，採用傳統2D動畫結合3D電腦動畫的形式，押井以3D動畫的違和感來呈現假想現實的感覺。本片一共花費3年製作完畢，耗資20億日圓。吉卜力工作室也參與了本片的製作。
《攻殼機動隊2 INNOCENCE》於2004年3月6日在日本院線上映。相較於前作打進美國市場，本片更進一步獲得了國際關注。本片入圍法國第57屆坎城影展正式競賽單元，是日本動畫電影的首例，並獲選為2004年第8屆日本新媒體動漫藝術節動畫部門推薦的作品。本片獲得的評價褒貶不一，有影評人稱讚本片的動畫水準和劇情深度，但也有批評的聲音認為哲學成分太多且艱澀乏味，內容也了無新意。

## 劇情
本片延續前作中草薙素子與「傀儡師」融合後下落不明的劇情，主要以巴特的視角敘事。
本片設定在西元2032年的日本，亦即前作事件的3年後，劇情從發生在新港市的高級人造女奴機器人「哈達莉」（ハダリ，Hadary）失控殺人事件開始，公安九課派出巴特和德古沙以私人身分調查生產女奴的跨國企業洛克斯索爾斯公司（ロクス・ソルス）。在業餘時候，巴特很想念離開九課的草薙素子。他的髮型改為馬尾，並且養了一隻巴吉度犬。巴特和德古沙沿線追查，和新港市的黑幫與擇捉經濟特區的一名駭客金對抗搏鬥之後，得到足夠線索與資源讓巴特潛入洛式公司的工廠船。巴特隻身闖進工廠船，面臨大批人造女奴的襲擊。意識已經上傳至網路上的草薙素子將自我意識傳輸至一具女奴身上，趕到巴特身旁支援，兩人控制工廠船，查出洛氏公司傷害真人來生產人造女奴的罪行。最後，草薙又消失在網路世界當中。

## 配音員
按照配音員名單排序：
| 日語配音員 | 角色          | 角色簡介 |
| ---------- | ------------- | --- |
| 大塚明夫   | 巴特          | 隸屬公安九課，全身幾乎完全義體化，草薙的前搭檔，草薙失蹤後相當想念她。現正與德古沙調查生產女奴的跨國企業洛氏公司。 |
| 山寺宏一   | 德古沙        | 隸屬公安九課，肉身，僅大腦有做些微改造，接替失蹤的草薙成為巴特的搭檔。                                             |
| 田中敦子   | 草薙素子      | 隸屬公安九課，全身都是義體的機械生化人，人稱「少校」。在前作結尾和傀儡師融合後下落不明。                           |
| 大木民夫   | 荒卷大輔      | 公安九課課長。 |
| 仲野裕     | 石川          | 隸屬公安九課，常負責進行搜查作業。                                                                                 |
| 平田廣明   | 古賀 （コガ）     | 隸屬公安九課，出現在開場的攻堅橋段。                                                                               |
| 寺杣昌紀   | 東 （）       | 隸屬公安九課，出現在開場的攻堅橋段。                                                                               |
| 武藤壽美   | 神秘少女      | 照片出現在女奴殺人事件的現場。                                                                                     |
| 堀勝之祐   | 鑑識課長      | — |
| 榊原良子   | 哈樂葳 （ハラウェイ，） | 法醫。 |
| 竹中直人   | 金 （）       | 駭客，與巴特是老相識。與洛氏公司串通，用虛擬電子陷阱妨礙巴特與德古沙。                                             |

此外，藤本讓、龜山助清、仲木隆司、立木文彦、木下浩之、平野稔、山内菜菜、青羽剛、岸田修治、保村真、朝倉榮介、原田正夫、仁古泰、望月健一、福笑子、木川繪理子、杉本優、渡邊明乃和Ruby也有參與本片的配音。

## 製作團隊
按照片尾工作人員名單排序，部分進行微調：
- 製作：石川光久
- 原作：士郎正宗（「攻殼機動隊」講談社刊）
- 監督（導演）、劇本：押井守
- 音樂：川井憲次[5]
- 主題曲：伊藤君子（日语：伊藤君子）Follow Me（英语：Follow Me (Demis Roussos song)）
- 演出（動畫監督）：西久保瑞穗、楠美直子
- 人物設定：沖浦啟之[5]
- 次要人物設定、槍械設定：西尾鐵也
- 機械設定：竹内敦志（日语：竹内敦志）
- 美術指導：種田陽平
- 美術設定：平田秀一（日语：平田秀一）、渡部隆（日语：渡部隆）
- 車輛設定：水村良男
- 畫面構圖（日语：レイアウトシステム）：渡部隆、竹内敦志
- 作畫監督：黃瀨和哉、西尾鐵也、沖浦啟之
- 美術監督：平田秀一
- 數位效果監督：林弘幸
- 色彩設定：遊佐久美子
- 攝影：佐久間未希
- 視覺特效：江面久（日语：江面久）
- 剪接：植松淳一
- 音響監督：若林和弘
- 音響設計（英语：Sound design）：兰迪·汤姆（天行者音效）
- 混音監督：井上秀司
- 製作統籌（英语：Line producer）：三本隆二、西沢正智
- 概念攝影：樋上晴彦（日语：樋上晴彦）
- 製作人：石川光久、鈴木敏夫（吉卜力工作室）
- 製作：Production I.G[5]
- 製作協力：吉卜力工作室

## 製作

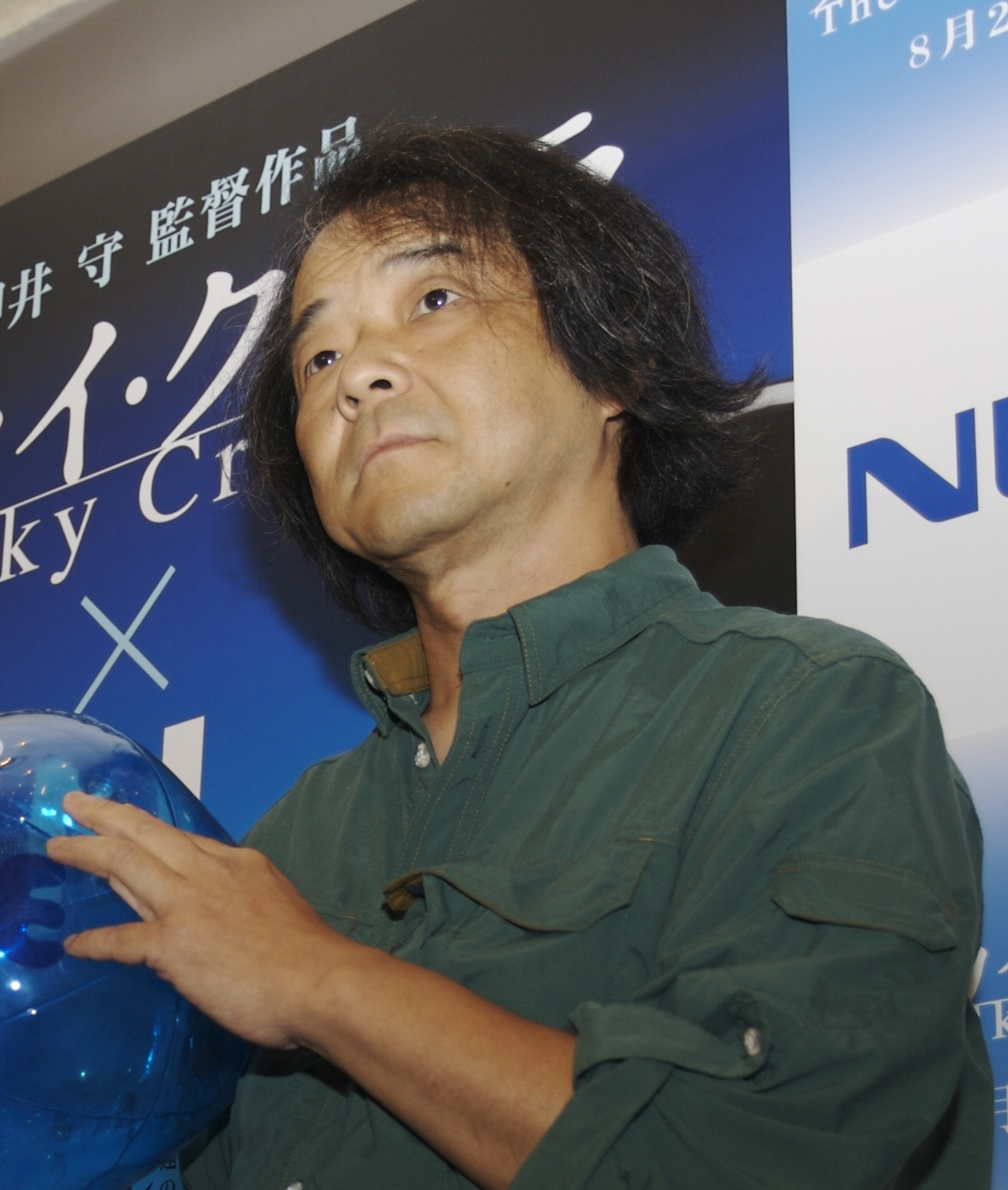
本片的導演押井守，照片攝於2008年

1995年電影《攻殼機動隊》的續集企劃於2000年春天正式開始。導演押井守希望能直接和好萊塢片商簽約，為此與第一集的版權方講談社、萬代影視與日漫娛樂進行協商，要求讓動畫公司Production I.G自行對外籌資，談判為期半年。2001年2月，押井與石川光久帶著決定稿直接去找二十世紀影業、华纳兄弟和梦工厂，最終與梦工厂簽約，取得相當於前作4倍的預算。梦工厂得以包攬亞洲以外地區的上映業務和家用媒體發行，但押井和石川也特別要求片商不要干涉電影製作。2001年3月31日，押井在個人官網發文表示，他已在準備製作《攻殼機動隊》的續作。
本片改編自士郎正宗創作的同名日本科幻漫畫《攻殼機動隊》，相關劇情出現在原作第一部第六章〈ROBOT RONDO 2029.10.1〉。在構思期間，押井做的第一個選擇就是不讓草薙當主角，而是講述有人在找她的故事，並決定採用與前作不同的風格和感覺。押井在幕後花絮提到，會用巴特當主角單純是因為草薙不在。前作是設定在夏天的故事，本片則將季節定調為冬天，舞台前往日本北方的擇捉。
本片的製作由Production I.G.主持，並有多家公司參與合作，其中之一吉卜力工作室的主要成員鈴木敏夫出任了本片的製作人，不過押井稱鈴木只有負責片尾曲和片名而已。因為本片和《霍爾的移動城堡》出現時程衝突等原因，鈴木一度猶豫是否在中途加入本片。本片的片名經過了一番討論。押井表示，鈴木堅持使用《INNOCENCE》當作片名，而不是《GHOST IN THE SHELL 2》，押井傾向支持後者，不過最後還是做了讓步。雖然如此，根據押井的說法，製作期間大家還是用《GHOST IN THE SHELL 2》來稱呼。
本片耗資20億日圓，製作耗時將近3年，美術監督西久保瑞穗表示2年通常已經是極限了。押井在2017年出版的《暢所欲言！押井守漫談吉卜力秘辛》（誰も語らなかったジブリを語ろう）一書中表示，他有信心說《攻殼機動隊2 INNOCENCE》是品質的高峰，而作品的高峰則是《空中殺手》（2008年）。作畫監督西尾鐵也認為本片包含以往押井電影的各種要素，例如「淡淡的戀愛要素、頹廢的世界觀、暴力的描寫」等。

### 主題
本片有兩大重要元素兼概念：「人偶」和「狗」。前者基本上就是本片的主題，押井是第一次讓作品中出現人偶，不過他早就對人偶充滿興趣。押井在本片中減少人類的存在感，並將人偶的動作畫得像動畫角色，而巴特等角色們反而很空白、像人偶一般。押井認為人偶代表著人類身體的替代品，只要人偶也能擁有記憶，即可以成為新的存在。主角巴特算是「活生生的人偶」，除了大腦外其他身體部份幾乎都是人造產物。有鑑於此，押井也稱本片是「終極的身體論電影」。
片中的女奴機器人的造型是來自德國藝術家汉斯·贝尔默製作的球體關節人形，巴特搜查時翻開的書本上就有他的名字。押井為本片舉辦的紀念活動也是球體關節人形展覽。押井在受訪時提到，他在出國取材時在紐約國際攝影中心看到了貝爾默的人偶，於是就拿來當作女奴的設計藍本。另外，押井曾至義大利佛羅倫斯的La Specola博物館取材，該館收藏了許多18世紀的人體蠟像。押井將館內的一件收藏「解剖維納斯」（Anatomical Venus）的設計挪用到片頭女奴機器人自毀的橋段。
「狗」的元素主要來自巴特養的狗，牠在片中有不少戲份。押井本身就是出了名的愛犬人士。他在對談中說，現代人漸漸對自己的身體失去實感，而狗可以代表人類漸漸失去的肉體，例如抱著狗睡覺時就能感受到生命的奇蹟。對於畫狗的心得，作畫監督黃瀨和哉表示，狗是動作最多的角色，他只有在畫狗的時候有放入情感，其他地方幾乎都是沒有表情的戲，加入情感反而會畫不好。

### 取材
押井在創作初期就遠赴國外擷取創作靈感，製作團隊先後前往臺灣、上海和蘇州進行取材及留影，亦有去歐洲的德國和義大利。片中的擇捉是以纽约的唐人街為參考對象。押井對紐約的印象是哥德式風格的，於是在他的設計下，擇捉的樣貌是由鐵和玻璃形成、中国风的哥德式城市。押井表示，擇捉是個鏽跡斑斑、像一切的終點一般的城市，可以說是冥府，一個測量人的靈魂、前往天堂或地獄之前的待機場所。強烈的異國感令人不知身在何處，押井企圖以此表現出巴特鬱悶惆悵的心情。電影中也有出現取材自義大利米蘭和佛羅倫斯的古老教堂。金的住處之設計取材自臺灣鹿港的洋房。
擇捉的祭典是以臺灣的廟會為藍本，在長約3分鐘的片段中，出現了八家將、七爺八爺、三太子、官將首、千里眼、順風耳、燒王船、藝閣等民俗元素。押井先前到臺灣拍攝真人電影《地獄番犬》（1991年）時偶然看到廟會，便對其感到印象深刻。製作團隊在2001年3月前往北港朝天宮，7、8月時參加台北天后宮的活動，之後花了一年才完成此一片段，押井和西久保也在隨片講評中表示過程辛苦無比。押井將廟會中由人扮成的4公尺人偶改成如般巨大的機器人，並讓人們都戴上面具，使人類的存在感消失
片中人物時常引用經典名句，故事本身雖然不複雜，但押井盡可能地增加了畫面和對話中的情報量；押井自己也表示，他一直在挑戰信息量的極限。他在受訪時表示：「我想讓對白成為情節細節的一部份。（......）我想讓角色的談吐有內容，（......）可以的話我甚至每句台詞都想引經據典。」押井透露，他的閱讀量很大，看一看就會將喜歡的文句紀錄下來，數量每天都持續增加。在構思電影時，押井就會將這些文句全部印出來，再開始考慮要用哪些段子。
電影開頭的字幕是出自法國作家維利耶·德·利爾-阿達姆的科幻小說《未來的夏娃》（1886年）：「如果我們的神和希望都不過是科學現象，那麼，我們必須承認我們的愛也是科學現象吧。」這本書早在押井開始創作劇本前就一直是他想用的素材。片中生產女奴的公司「洛克斯索爾斯公司」之名取自法國作家雷蒙·魯塞爾的小說《Locus Solus》（1914年），拉丁語意為「人煙稀少的地方」。法醫哈樂葳（ハラウェイ）的名字取自哲學書籍《猿猴、賽伯格和女人》（Simians, Cyborgs and Women，1991年）的作者唐娜·哈拉維（Donna Haraway）。除了文學之外，電影、評論、小說和古籍也是本片的取材來源之一，例如《聖經》、《論語》，以及日本詩人中村苑子和作家齋藤綠雨的名句。押井也從原作漫畫中到處擷取中意的橋段和台詞。

### 動畫製作
本片結合了傳統2D動畫和電腦3D動畫，是當時最新的動畫技術。對於2D和3D動畫的使用，押井稱3D動畫會用在假想現實的部分，原因在於3D動畫會給人違和感。假想現實的情報量會增加，押井想要呈現太過真實的東西所產生的奇妙違和感和浮游感，以及看得見一切的驚異感。另外，如果遇到有出現水的橋段，製作團隊便不會用傳統的賽璐璐動畫來畫，因為看起來會不逼真。電影中有橋段是將3D動畫的產物在2D動畫上再加以扭曲而成，這時候就由布局人員來處理。風格方面，押井表示，本片比起前作有更多復古的味道，其實「復古」也是主題之一。西久保進一步提到，美術設定平田秀一因此以符合風格的紅色系和橘色系當作主要色系。因為某些因素，押井並不常用紅色。
本片的片頭動畫由林弘幸設計（原本人選是森本晃司），製作則因為Production I.G.進度吃緊而外包給Polygon Pictures。開頭動畫的內容和前作有著相同做的構想一樣，都是人的全身義體的製造過程。西久保表示，本片的片頭可以看做是「製造人偶」或者是「製造人類」的概念。
製作團隊最早完成的2D結合3D動畫是開場的30秒攻堅橋段。另一個很早就開始規劃的是巴特在超市內的橋段，兩者同時也都帶有實驗性質。超市橋段是極度費工的3D動畫，光是製作测试用例就花了一年，背景用了兩千到三千張圖，相當於一部劇場動畫。該橋段的畫面即使在移動依舊保持清晰，和本片其他部分不太一樣。押井和西久保表示，這是有意的設計，如果能帶給觀眾不協調感正好，因為可以解釋成這是駭客在巴特的電子腦中生成的空間。CGI藝術監督篠崎亨表示，超市內的商品、陳列架和冰箱全部都是用3D繪圖完成的，因為數量龐大又要製作成動畫而相當辛苦。
機械方面，為了製作開頭的直升機3D動畫，押井和動畫公司Motor/lieZ的佐藤敦紀和山本健介三人一起參加直升機的夜遊行程，並以該經驗來修改分鏡。之後巴特與德古沙搭乘飛機進入擇捉經濟特區的動畫也由Motor/lieZ負責，困難之處是要表現出可動式翅膀的重量感。巡洋艦朝金的住處開砲的橋段是用3D動畫完成的，押井和西久保表示，要手工畫出寫實的戰艦根本不可行。押井從以前開始就很想在作品裡呈現軍艦，先前在製作《GRM戰紀》（ガルム戦記）時曾嘗試過製作戰艦的動畫。德古沙駭進工廠船、洛氏公司的技術人員進行防堵的橋段全部都是用3D動畫呈現，相當耗時，是製作中最後才完成的部分。

### 配音
配音方面，押井守稱本片的節奏比一般的動畫更加沉重，所以指示聲優在演出時不要用一般動畫說話的節奏，而是更接近一般說話的速度。
草薙素子的聲優田中敦子表示：「雖然我是扮演引導巴特並且一起解決事件的角色，不過就我來說，我是飾演一直活在巴特心裡的素子。」押井守對田中下了如此指示：「（素子）角色本人完全沒有登場，只有聲音出現。（......）前作是素子心中衝突的故事，這次基本上不是衝突，要說的話，可以說是存在巴特心裡面的人。」
為巴特配音的大塚明夫說：「巴特這個人一直喜歡素子，因為兩個人都只有腦，無法有肉體上的結果，不過卻擁有非常純粹的感情。雖然不在自己的身邊，（巴特）還是會去確認素子存在的方式，而且還想問問看進化後的她現在幸不幸福。對我來說，我想一邊小心維持前作愛情故事的延長部分，一邊配音下去。」押井守認為，素子消失後的這三年雖未描寫出來，但巴特身上應該發生很多事，所以告訴大塚，巴特這個角色應該變得比較溫柔了
片中洛氏公司的技術人員講的是北京話，押井在隨片講評中提到，這個部分是由留學生配音的。

## 配樂
本片的配樂由前作的川井憲次負責。本片沿用前作由民謠團體「西田和枝社中」所演唱的主題曲傀儡謠為主旋律，雙方並再度合作。在片中共出現三次不同的變奏版本，依序為片頭、中場和片尾，不過內容不同於前作。主題曲兼片尾曲是川井重新編曲過的爵士歌曲Follow Me，由日本爵士歌手伊藤君子演唱。插入曲River of Crystals由川井作曲，坂本美雨作詞，伊藤君子演唱。原聲帶於2004年3月3日發行。

## 上映
本片於2004年3月6日在日本院線上映，首映週末票房排名第五，隔週末降至第八。最終日本總票房為10億日圓，名列年度國片票房排名第19位，以及年度日本動畫第10位。
本片入圍法國第57届戛纳电影节正式競賽單元，與同樣入圍的動畫片《史瑞克2》等18部電影角逐坎城影展的最高榮譽金棕榈奖，但最終勝出的是美國紀錄片《華氏911》。該屆影展的舉行時間是2004年5月12日至23日。本片是有史以來第6部進軍坎城影展正式競賽的動畫電影，也是日本動畫電影的首例。
本片在2004年2月12日至11月12日舉行的第37屆錫切斯電影節上放映。本片也是2005年5月20日開幕的第3屆台灣國際動畫影展開幕片，導演押井守也受邀訪台。因為獲得數個重要影展肯定，本片一時之間成為國際注目的焦點，押井守的國際知名度也大幅提升。

### 家用媒體
本片的日本版DVD於2004年9月15日發售，而藍光光碟則於2006年12月6日推出。限定盒裝版於2004年10月15日上市，「絕對版」藍光光碟於2008年8月6日發售，4K Ultra HD藍光光碟雙片套裝於2018年6月22日發售。
本片的北美版DVD於2004年12月28日由夢工廠發行，北美版藍光光碟則由萬代娛樂於2009年1月13日發售。國際版DVD於2005年9月7日發售。
在台灣，本片的家用媒體由普威爾國際代理，DVD於2005年1月27日發售，藍光光碟則於2011年1月13日推出。

### 相關書籍
《INNOCENCE：After the Long Goodbye》
前傳番外小說，作者為山田正纪，劇情以巴特為主角。
| 卷數 | 德間書店     | 德間書店           |
| 卷數 | 發售日期     | ISBN               |
| ---- | ------------ | ------------------ |
| 全   | 2005年9月6日 | ISBN 4-19-905154-6 |

《INNOCENCE ROMAN ALBUM》
設定集，收錄設定資料、解說及訪談。
| 卷數 | 德間書店      | 德間書店            |
| 卷數 | 發售日期      | ISBN                |
| ---- | ------------- | ------------------- |
| 全   | 2004年4月10日 | ISBN 978-4197202324 |

《INNOCENCE創作筆記：人偶、建築、身體之旅+訪談》
幕後解說，作者為導演押井守。
| 卷數 | 德間書店      | 德間書店           |
| 卷數 | 發售日期      | ISBN               |
| ---- | ------------- | ------------------ |
| 全   | 2004年3月28日 | ISBN 4-19-861830-5 |

## 迴響

### 評價
本片獲得的評價褒貶不一。影評匯總網站爛蕃茄上收集的99篇專業影評文章中，有63篇給出了「新鮮」的正面評價，「新鮮度」為64%，平均得分6.3分（滿分10分），該網站對電影的共識性評價寫道：「《攻殼機動隊2 INNOCENCE》的動畫水準令人喜愛，不過劇情之複雜有如謎團，造就一部獨創且令人頭昏腦脹的電影」，而Metacritic則根據27篇評論文章，其中15篇予以好評，1篇差評，11篇褒貶不一，給出平均分66（滿分100），綜合結果為「普遍良好的評價」。
《紐約時報》的影評人曼諾拉·達吉斯給予本片好評，表示：「《攻殼機動隊2 INNOCENCE》不只呈現出豐富的視覺魅力，還如此重申——長篇動畫可以且應該比廉價的幽默、悲情和迎合來得更有料。」海倫·麥卡錫在《500部不可忽視的動畫電影》（500 Essential Anime Movies）一書中稱讚了本片的劇本和押井守的導演功力，評論道：「（《攻殼機動隊2 INNOCENCE》）是一部帶有挑戰意味的電影，不過仍是史上最棒的日本動畫之一。」《偏锋杂志》的艾德·岡薩雷斯（Ed Gonzalez）打出2顆星（滿分4顆）的分數，表示押井守精心設計的細節「令人陶醉」，但認為本片的哲學探討根本是鬆散、無邊際的漫談，使人疲倦，並下了如此結論：「《攻殼機動隊2 INNOCENCE》想得太多，導致最終給人說了很少的感覺。」
《猶他新聞》的編者傑夫·懷斯（Jeff Vice）認為，本片的哲學對話過於沉重，讓人難以理解。《華盛頓郵報》的編輯麥可·歐蘇利文（Michael O'Sullivan）認為本片是一部「失能的日本動畫」，批評本片花了大把時間去探討哲學議題，而不是推進劇情；「雖然有些動畫片段很漂亮，但本片很明顯缺乏任何可以稱之為電影的元素」。《影音俱樂部》的塔莎·羅賓森（Tasha Robinson）對押井守過去的創新作品予以好評，但批評本片根本只是老調重彈、了無新意，感覺就像一部乏味、毫無吸引力的警匪片，不過是個空洞的仿製品而已。羅賓森認為本片簡直是押井守過往作品的片段集錦，許多元素都有所重複，給人的並不是暖暖的熟悉感，而是更多的沉悶。
日本評論家東浩紀認為，本片擁有登峰造極的動畫水準，值得一看，但沒有押井過往作品中「符號和意涵過剩」的特徵，且主題（人類與人偶的差異）和情節之間的關聯相當薄弱。他也稱，押井導演身為影像作家的能力令人驚嘆，但不會有進一步的感想。
台灣動漫畫評論團體傻呼嚕同盟成員AIplus對本片和當中的意涵表示欣賞，但認為該片「過於任性」，不只無視人物個性過度引經據典，音效、影像和設計等也有違和之處。AIplus說明道，押井守在本片中將音效與影像的美學理論和品質發揮到極致，但似乎沒有顧慮到會對觀眾帶來負擔或和劇情不搭調，而故事本身也無法支撐龐大的問題探討。
2022年4月，《Paste》評選前100名不限年份的最佳動畫電影，該片排名第49名。

### 榮譽
| 日期                                           | 國別 | 獎項或活動                            | 類別                     | 獲獎或入圍者                          | 結果   | 来源                               |
| ---------------------------------------------- | ---- | ------------------------------------- | ------------------------ | ------------------------------------- | ------ | ---------------------------------- |
| 2004年                                         | 日本 | 第8屆日本新媒體動漫藝術節             | 文化委員推薦動畫作品     | 《攻殼機動隊2 INNOCENCE》             | 獲獎   | [ 87 ]                             |
| 2004年                                         | 日本 | 第25屆日本SF大獎                      | 不適用                   | 《攻殼機動隊2 INNOCENCE》             | 獲獎   | [ 88 ]                             |
| 2004年                                         | 日本 | 第4屆日本影視技術協會獎               | 影像技術獎               | 《攻殼機動隊2 INNOCENCE》（動畫技術） | 獲獎   | [ 89 ]                             |
| 2004年                                         | 日本 | 第9屆神戶動畫獎                       | 最佳劇場映畫作品         | 《攻殼機動隊2 INNOCENCE》             | 獲獎   | [ 90 ]                             |
| 2004年5月                                      | 法國 | 第57届戛纳电影节                      | 正式競賽單元（金棕榈奖） | 《攻殼機動隊2 INNOCENCE》             | 提名   | [ 51 ]                             |
| 2005年1月21日（公布結果） 2005年2月3日（頒獎） | 日本 | 第10屆AMD大獎                         | 大獎（總務大臣獎）       | 《攻殼機動隊2 INNOCENCE》             | 獲獎   | [ 91 ] [ 92 ]                      |
| 2005年1月21日（公布結果） 2005年2月3日（頒獎） | 日本 | 第10屆AMD大獎                         | 最佳作曲家               | 《攻殼機動隊2 INNOCENCE》（川井憲次） | 獲獎   | [ 91 ] [ 92 ]                      |
| 2005年1月26日                                  | 日本 | 第19屆數位作品大賞                    | 熱門作品部門             | 《攻殼機動隊2 INNOCENCE》             | 優秀賞 | [ 93 ] [ 94 ] [ 95 ] [ 96 ] [ 97 ] |
| 2005年1月30日（頒獎）                          | 美國 | 第32屆安妮獎                          | 最佳動畫片               | 《攻殼機動隊2 INNOCENCE》             | 提名   | [ 98 ]                             |
| 2005年4月2日                                   | 日本 | 東京國際動畫博覽會（第4屆東京動畫獎） | 劇場版優秀作品獎         | 《攻殼機動隊2 INNOCENCE》             | 獲獎   | [ 99 ]                             |
| 2005年4月2日                                   | 日本 | 東京國際動畫博覽會（第4屆東京動畫獎） | 原作獎                   | 士郎正宗                              | 獲獎   | [ 99 ]                             |
| 2005年4月2日                                   | 日本 | 東京國際動畫博覽會（第4屆東京動畫獎） | 劇本獎                   | 押井守                                | 獲獎   | [ 99 ]                             |
| 2005年4月2日                                   | 日本 | 東京國際動畫博覽會（第4屆東京動畫獎） | 人物設定獎               | 沖浦啟之                              | 獲獎   | [ 99 ]                             |

2004年11月，《攻殼機動隊2 INNOCENCE》入圍美國第77屆奧斯卡金像獎最佳動畫片的初選角逐名單，但未能進入2005年1月25日公布的決選名單。

### 主題解讀
《偏锋杂志》的艾德·岡薩雷斯認為，導演押井守透過劇情探討了現實之本、自我機械化（self-mechanization）和人類退化的議題，並用簡單的哲學道理將性、科技、政治、暴力和人類決定論連繫在一起。《華盛頓郵報》的編輯麥可·歐蘇利文（Michael O'Sullivan）指出，本片涉及笛卡爾式哲學以及對自我意識的本質之探討。《影音俱樂部》的塔莎·羅賓森在影評中寫道，本片延續前作繼續提出機器人時代中的人性問題，但始終沒有真正給出答案。影評人藍祖蔚認為，本片引導觀眾去思考人與機器人的關係究竟要何去何從，並指出：「（......）《未來的夏娃》和《攻殼機動隊》的故事或多或少在質上是有些關連的。」周英雄和馮品佳在主編的書籍《影像下的現代：電影與視覺文化》也有提到本片與《未來的夏娃》的關聯。
台灣動漫畫評論團體傻呼嚕同盟成員AIplus認為，本片是押井守總結其思想和興趣的作品，探討的問題層面既深且廣。首先是對於未來的詮釋，AIplus指出，本片中的未來城市已經不是前作混亂但有人味的樣貌，而是多種文化混雜的面貌，這種詮釋方法在過去比較少見。至於總結一說，AIplus的看法是押井守循著他過往的機器人電影，在本片達到了「人與機械融為一體」的終點，並闡述「人類演化的極致是資訊生命體」（指融入網路世界的草薙）的想法，過程中也不可免俗的繼續探究「如何定義人類」這個大哉問。最後AIplus對於本片的探討手法給予評論，認為本片的思想並非透過故事來傳達，而是以設定、對白、畫面與音樂等技術層面為媒介，比較偏離主流。

## 備註
1. ↑  為夢工廠旗下公司。
2. 曾有媒體譯為「攻殼機動隊2：反璞歸真」[11]。
3. ↑  編註：本片角色的英文名寫法以官網為準。
4. ↑  在本片的設定中，擇捉經濟特區過去被建設成極東最大的情報集中型都市，原本繁華無比，現在因為國家主權曖昧不明，已化為跨國企業以及靠企業施捨的犯罪組織巢穴，屬於三不管地帶。
5. ↑  本片的片尾配音人員名單中只有聲優名，沒有對應的角色名。導演押井守在隨片講評中透露，因為片中有一幕流氓的戲，裡面有個沒被取名的「螃蟹男」（指裝上特製的蟹爪義體的一個流氓），如果名單中出現「螃蟹男」這種角色名會變成笑柄，所以就去掉角色名了[1]。
6. ↑  編註：片頭的英文工作人員名單和片尾的日文工作人員名單有些許出入，此處主要以片尾的名單為準。
7. ↑  身體論旨在探討身體對人類而言有何價值和意義[29]。
8. ↑  原文：
9. ↑  一個預算高昂的電影企劃案，結合真人和動畫，並全數經過數位技術處理。企劃案於1997年宣布，原定由押井守擔任導演[41][42]，後來於1999年遭到凍結[43]。多年後，Production I.G重啟了該企劃案，最後拍成了真人英語電影《最後的德魯伊：加爾姆戰爭》，於2014年問世[44]。
10. ↑  同屆入圍的《史瑞克2》則是第7部[52]。
11. ↑  原文：
12. ↑  「AMD」是頒獎單位數位媒體協會（日语：デジタルメディア協会）的英文名稱「Association of Media in Digital」的縮寫；該獎項意在表揚「年度最佳的數位作品」。